# Philtiens
Philtiens is een Belgisch historisch merk van motorfietsen.
Van Philtiens is weinig bekend, maar zeker is dat hij in 1902 aan een aantal wedstrijden deelnam met een motorfiets die hij zelf had gebouwd. Of er een serieproductie is geweest, is onzeker.